# مدرسة EDHEC للتجارة
مدرسة EDHEC للتجارة (بالإنجليزية: EDHEC Business School)‏ هي كلية أعمال، تأسست في 1905، في فرنسا، وهي عضوة في PICOM ‏، وConférence des Grandes Écoles ‏.